# 라리사 FC
AEL FC(그리스어: ΠΑΕ ΑΕΛ은 그리스의 축구 클럽으로 그리스 테살리아의 주도인 라리사를 연고로 하고 있다. AEL은 아틀리티키 에노시 라리사스(그리스어: Αθλητική Ένωση Λάρισας)의 약자이며, 이는 라리사 체육 조합이라는 의미를 가지고 있다.

## 역사
1964년에 AEL(Athlitiki Enosi Larissas)로 탄생하였는데, 이는 네 개의 지역 클럽인 이라클리스 라리사(Iraklis Larissas), 아리스 라리사(Aris Larissas), 톡소티스 라리사(Toxotis Larissas), 라리사이코스(Larissaikos)의 합병으로 만들어졌다. 라리사는 곧 1부리그에 올라갔고 1988년엔 리그 우승을 차지하였다. 하지만 그 이후 하강세를 그리며 2000년에는 3부리그로 강등되었고, 파산에 이르게 되었다. 클럽은 2003년에 파산으로 인해 명칭 변경을 하게 되어 AEL 1964로 변경하게 되었다.
그러나 2004-05시즌에 2부리그 우승을 하였고, 그리스 컵 8강전에 올라가는 좋은 시즌을 보냈다.
라리사는 지방을 연고로 한 팀(아테네와 테살로니키 팀을 제외한 팀) 가운데 최초로 1988년에 리그 우승을 하였다. 또한 두번의 그리스 컵 우승 기록도 가지고 있는데, 1985년과 2007년에 우승을 하였다.

## 역대 성적
- 슈퍼리그 그리스 우승

우승 (1): 1987-88
- 슈퍼리그 그리스 준우승

우승 (1): 1982-83
- 베타 에스니키 우승

우승 (1): 1977-78
- 그리스 컵 우승

우승 (2): 1985, 2007
- 그리스 컵 준우승

우승 (2): 1982, 1984
- 그리스 슈퍼컵 우승

우승 (1): 1988
- 그리스 슈퍼컵 준우승

우승 (1): 2007

## 선수 명단

### 현역
참고: FIFA 자격 규정에 따라 소속된 국가대표팀 국기를 표시합니다. 선수는 복수의 FIFA 비회원국 국적을 가지고 있을 수 있습니다.
| 번호 | 포지션 | 국적         | 이름                       |
| ---- | ------ | ------------ | -------------------------- |
| 10   | MF     |              | 루카 안드라다              |
| 12   | DF     | 코트디부아르 | 아흐메드 라브렌티스 코소누 |
| 22   | DF     |              | 타나시스 파파게오르기우    |
| 32   | FW     |              | 토비아스 사라테            |

| 번호 | 포지션 | 국적   | 이름          |
| ---- | ------ | ------ | ------------- |
| 98   | MF     | 몰도바 | 빅토르 스티나 |

## 역대 감독
| 감독                  | 임기        |
| --------------------- | ----------- |
| 예른 안데르센         | 2010 ~ 2011 |
| 크리스 콜먼           | 2011 ~ 2012 |
| 알레코스 보스니아디스 | 2014        |
| 알레코스 보스니아디스 | 2024 ~      |